# Michał Tabaczyński
Michał Tabaczyński (ur. 1976 w Bydgoszczy) – polski tłumacz literatury czeskiej i anglojęzycznej, eseista i krytyk literacki.
Autor antologii współczesnej poezji amerykańskiej Parada równości. Antologia współczesnej poezji gejowskiej i lesbijskiej (Korporacja Ha!Art, 2005). Tłumaczył z czeskiego m.in. wiersze Jana Skácela i Bogdana Trojaka oraz eseje Josefa Kroutvora. Autor książek eseistycznych, m.in.: Widoki na ciemność (Rita Baum, 2013), Legendy ludu polskiego (Wydawnictwo Forma, 2014), Pokolenie wyżu depresyjnego (Korporacja Ha!Art, 2019). Nominowany do Nagrody Literackiej Gdynia 2021 za przekład na język polski książki Anatomia melancholii Roberta Burtona (Korporacja Ha!Art, 2020).